# Chana

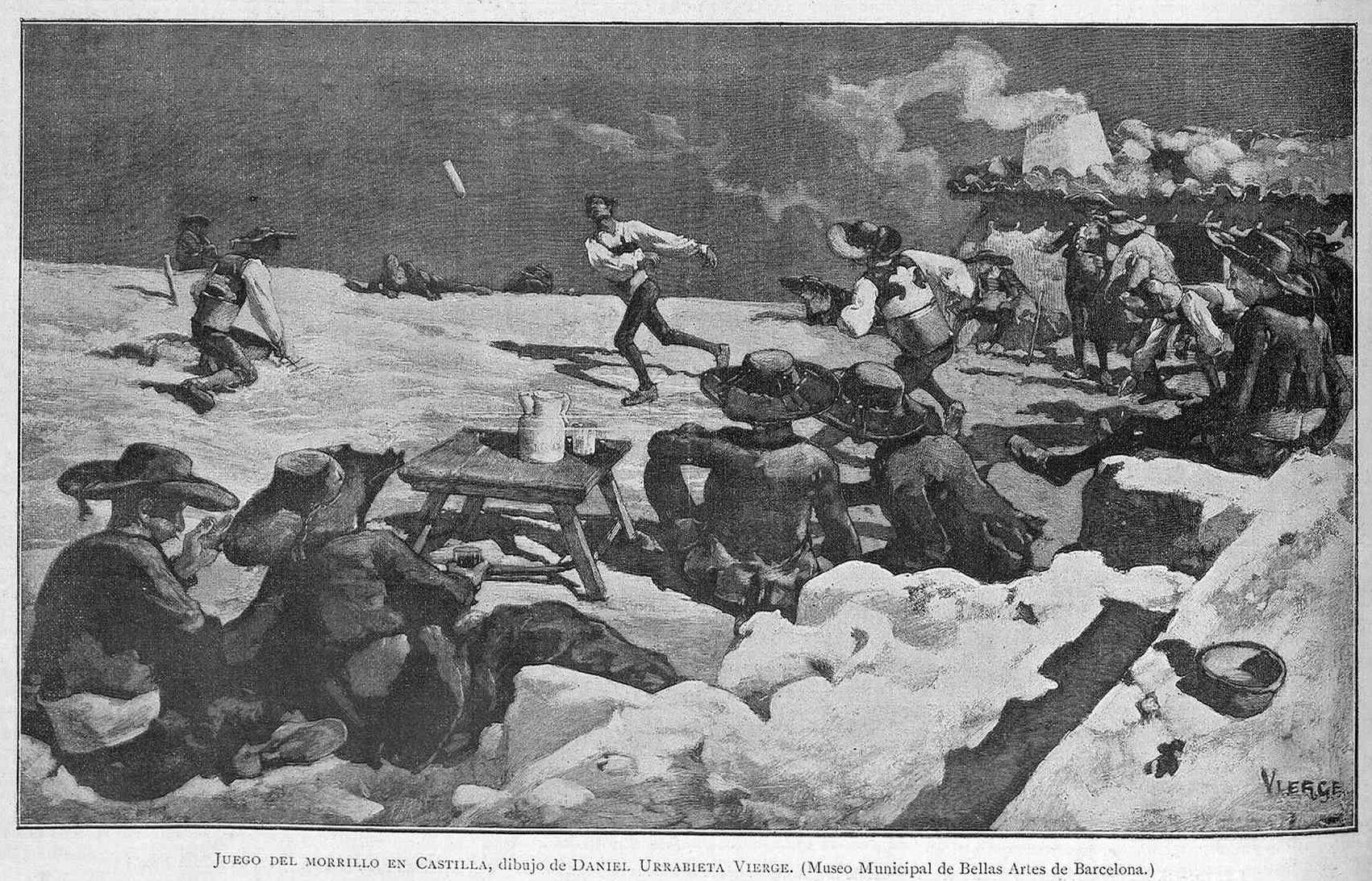
Joc del morrillo a Castella, de Daniel Urrabieta Vierge, publicat en 1904 en La Il·lustració Artística.

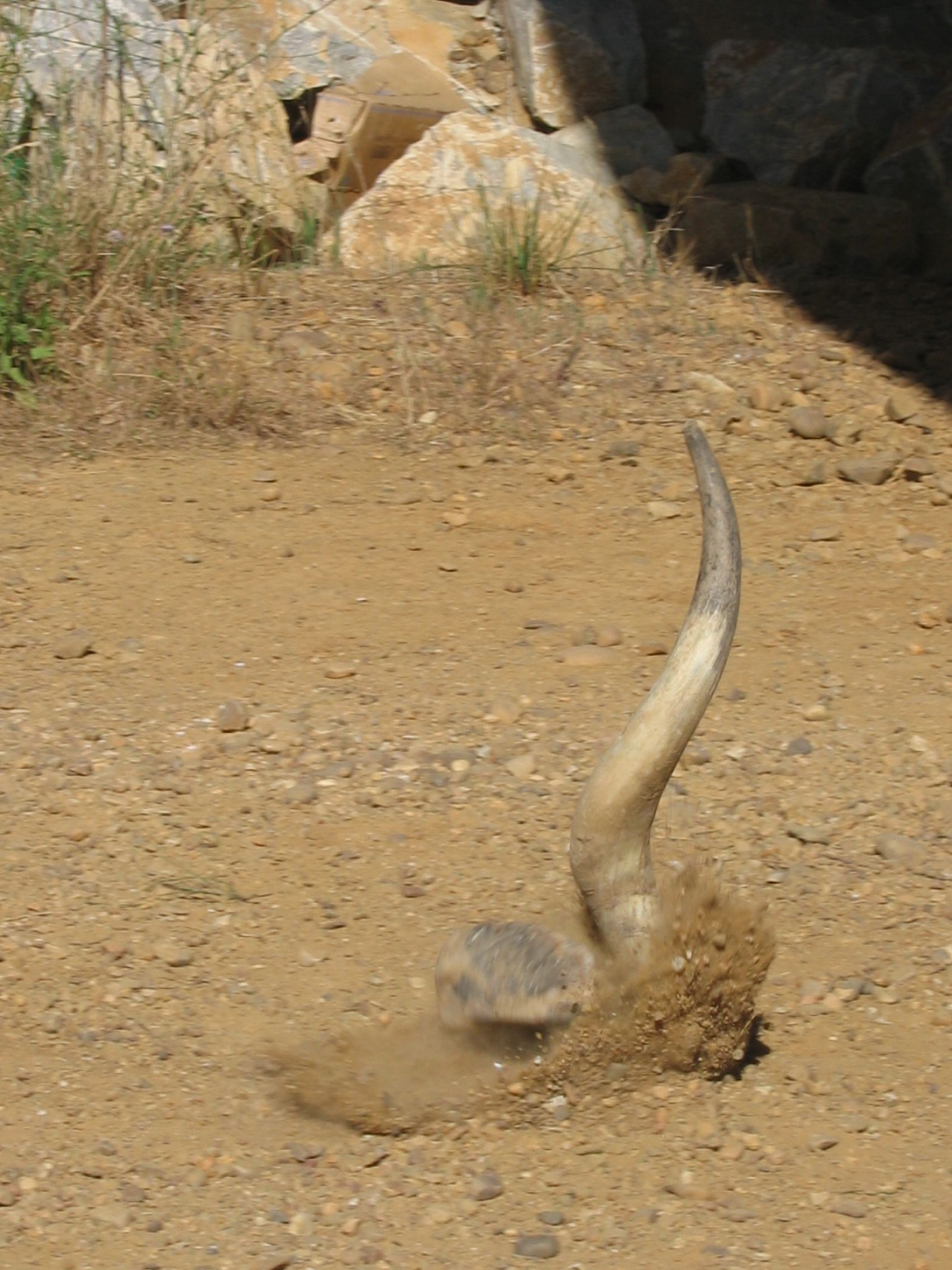
Cop d'un morrillo en el llom de la banya en el joc de la chana.

La chana és un joc o esport tradicional castellà que amb algunes variants en el nom o les normes es conserva en l'Alta Castella, especialment a la província de Palència. També pren les denominacions de cuerno, morrillo, ahita, tiesto o chana a morrillo, entre d'altres. Entre les localitats de diverses províncies que ho practiquen hi ha:
- Província de Burgos: Villanueva de Odra.[2]
- Província de Palència: La pràctica d'aquest joc tradicional, actualment es practica en força localitats palentines Husillos, Villalcázar de Sirga, San Quirce del Río Pisuerga, Villanuño de Valdavia, Villamelendro, etc, tot i que algunes fonts asseguren que va abastar tota la província exceptuant la zona nord. En tots els casos, però, tan sols ho practicaven els homes i en cap cas les dones. Existeix un campionat a nivell de tota la província.[3]
- Província de Zamora: Castroverde de Campos[4]

## Orígens
A partir de la definició que el Diccionario de la Lengua Española (Real Academia Española) li dona al joc de la "calba", tot sembla indicar que la "chana" és una derivació d'aquest joc en els seus orígens. Algunes fonts ho relacionen amb l'ocupació romana de la península Ibèrica. Així, per exemple, Rodrigo Car anota que el lexicògraf alexandrí Juli Pòl·lux comenta en la seva obra Onomasticón que "el cindalisme és un joc de bitlles, i no només valia clavar-ne un a la terra argilenca, sinó també després d'estar fixat, enderrocar-ho donant-li en el cap amb una altra bitlla."
Les normes de la chana han evolucionat amb el temps. El terreny de joc és pla i sol ser d'herba, encara que també es practica sobre terra que estigui dura. Els elements de joc són dues banyes i un morrillo.

## Propòsit i regles
El propòsit del joc és encertar el llançament de la pedra a la banya, sense que la pedra hagi colpejat o tocat abans en el sòl (pasturar) o en qualsevol altre obstacle.
Les banyes es col·loquen enfront un de l'altre amb les puntes dirigides al costat contrari des d'on s'efectua el llançament, oferint el llom de la banya al tirador. La distància entre les banyes oscil·la entre els 15 i 25 metres, tot i que el més habitual són 21 passes. Darrere de cada banya es col·loquen els jugadors que llancen contra la banya contrària. Tiren primer a un i després canviant de lloc, a l'altre.
Gairebé sempre juguen dos equips, encara que també es juga de forma individual, amb un nombre de components cadascun molt variable segons les localitats. La partida ideal seria quatre contra quatre.
La puntuació que s'obté cada vegada que es dona a la banya és d'un punt, sempre que el morrillo pegui en ell abans que a terra; per tant ha d'anar per l'aire tot el temps i mai rodant pel sòl.
Cada partida sol jugar-se a 18 o 21 punts que s'augmenten de tres en tres sempre que es produeixi un empat. Aquest control de la puntuació és portada per dues persones, les quals en alguns pobles són denominades ahitadores, alienes al poble, que es col·loquen normalment on estan pintades les banyes, fent alhora de jutges en els casos de cops dubtosos.

## Modalitats
En certes localitats es diferencien clarament dues formes de joc, quan es refereixen a la chana i quan ho fan al morrillo:
- En la chana cal efectuar el llançament amb els dos peus a la mateixa alçada i sense moure'ls.
- En el morrillo es pot agafar un o diversos passos de carrera impulsora abans de llançar.

En conseqüència, en el primer cas les banyes se solen col·locar amb menor separació que en el segon.
També es constata que en algunes localitats es juga al morrillo amb una sola banya i, per tant, establint una mà fixa per al llançament.

### Morrillos

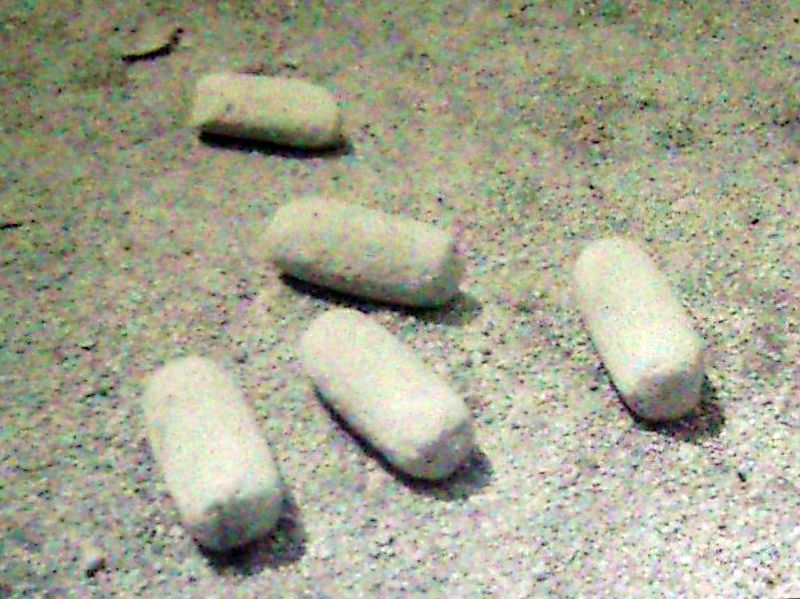
Grup de morrillos tallats

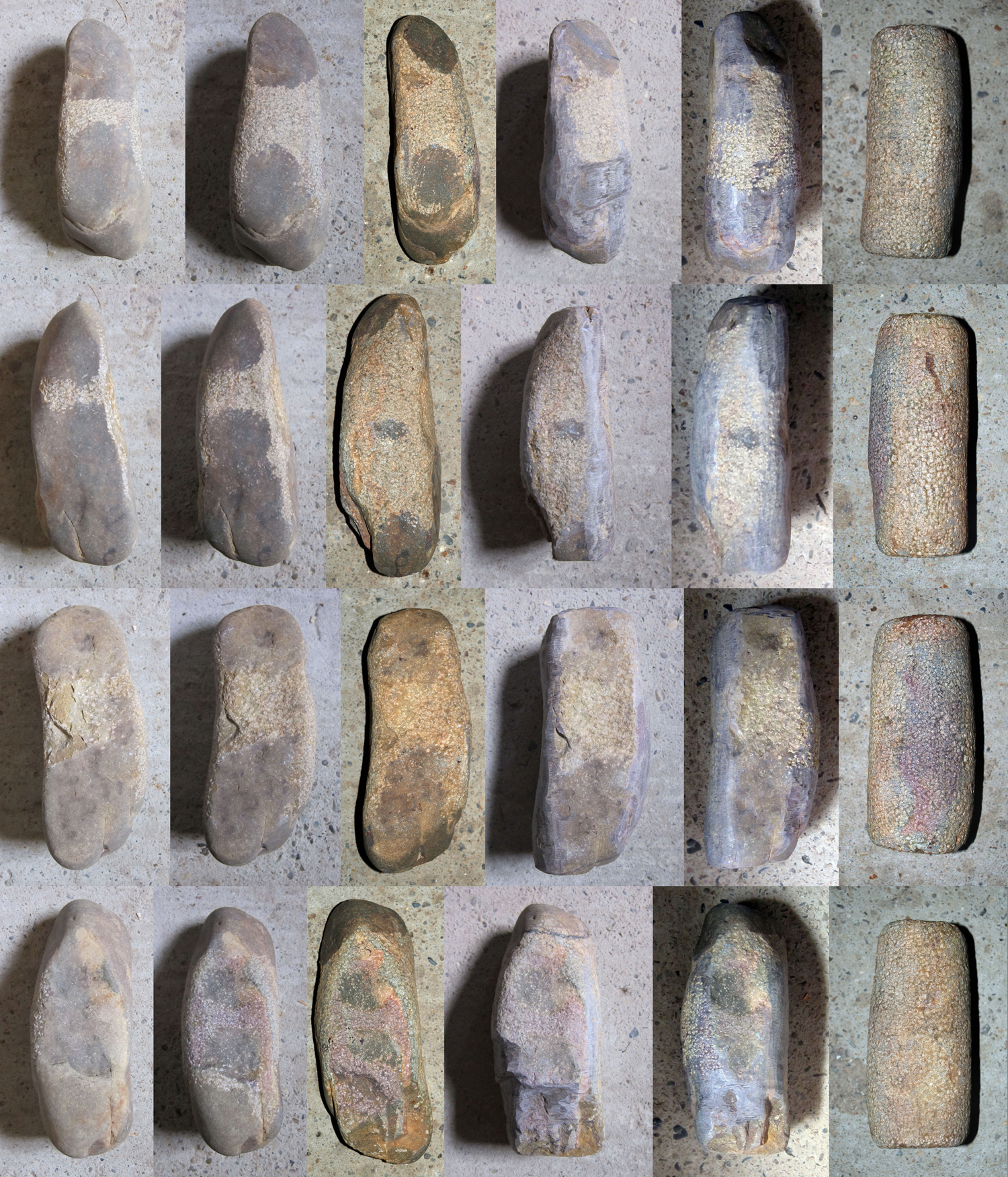
Procés d'elaboració d'un morrilo per al joc tradicional palentí de la chana a Morrillo.

El morrilo és un cairell o una pedra a la qual s'ha donat una forma cilíndrica i arrodonida en els extrems. El morrillo també rep el nom de "canto" o "marros". Aquests poden estar llaurats pels mateixos jugadors per donar una aparença més treballada o aprofitar la forma dels cairells de riu. Habitualment solen ser totalment llisos encara que alguns, i aquests són els millors, tenen clau (una petita esquerda per recolzar-hi el dit polze i subjectar millor el morrillo).
Aquests tenen unes dimensions molt variables, que oscil·len entre els 10 i 20 centímetres de llarg i els 6 i 8 centímetres de diàmetre. El seu pes per tant depèn de les seves dimensions, fluctuant entre 500 grams i 3 quilograms.
D'uns anys ençà, no és difícil veure morrillos fets amb tubs metàl·lics buits farcits de sorra i tancats amb un soldatge en els seus extrems. Això és a causa que els morrillos tradicionals, després de diverses partides de joc que transcorren en terreny pedregós, poden arribar a partir-se i l'elaboració tradicional dels mateixos és molt més laboriosa que si aquesta es fa de metall.

### Banyes

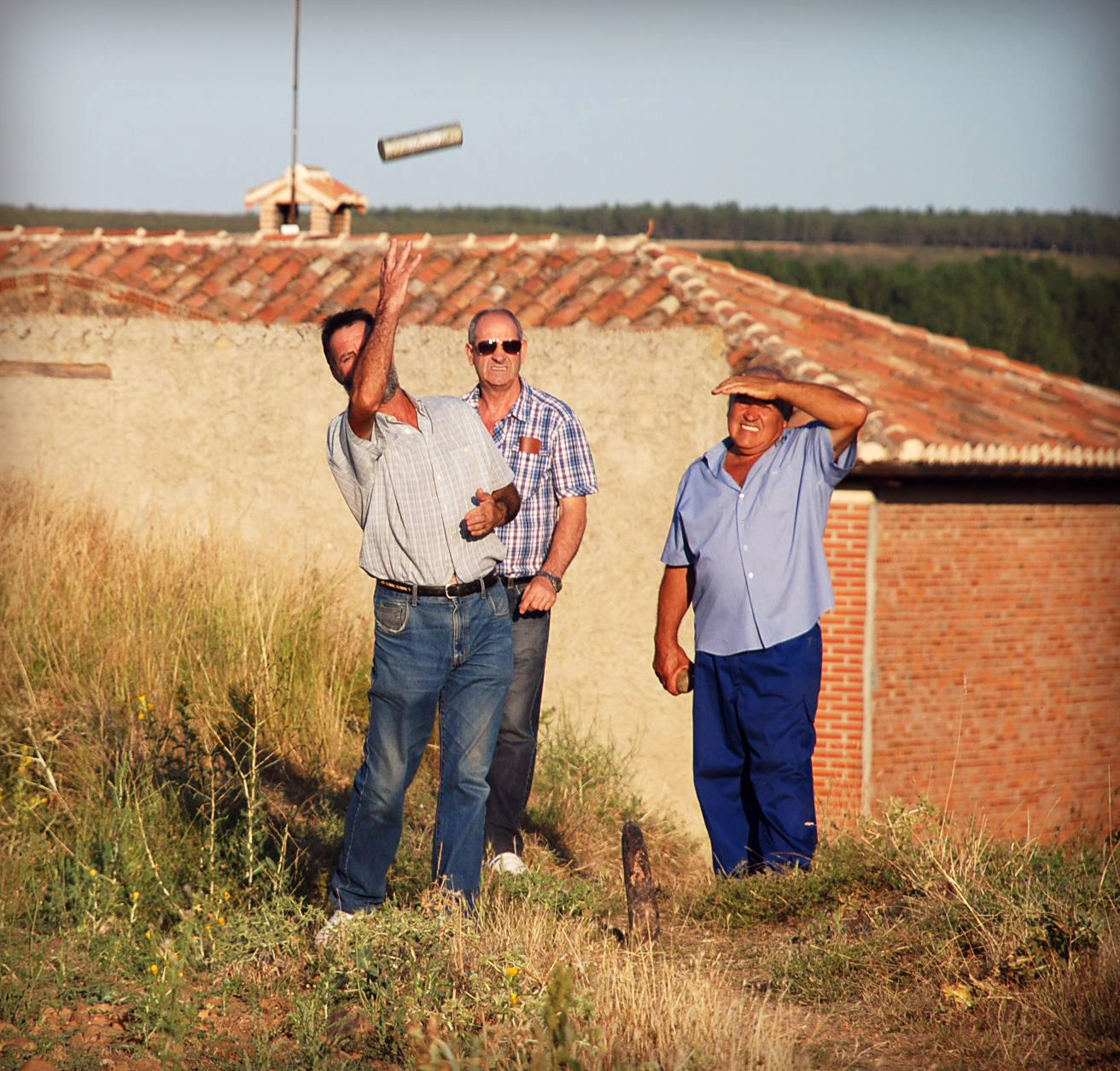
Llançament de morrillo en el campionat celebrat el 14 d'agost de 2013 a les festes patronals de Villamelendro de Valdavia.

L'altre element de joc són les banyes (cuernos). Habitualment són dues astes de cap de bestiar boví, com més grans i retorçades millor i d'uns 40 a 50 centímetres de llarg. Hi ha localitats que davant la dificultat de trobar aquest tipus d'astes, com a element de joc han emprat arades, arrels d'alzina, pals torts, etc.